# Justyna Kucińska-Lipka
Justyna Kucińska-Lipka – polska chemiczka, dr hab. nauk technicznych, profesor uczelni w Katedrze Technologii Polimerów Politechniki Gdańskiej, w kadencji 2024–2028 prorektor Politechniki Gdańskiej.

## Życiorys
Ukończyła studia na Wydziale Chemicznym Politechniki Gdańskiej i rozpoczęła pracę naukową na tej uczelni. W 2007 uzyskała stopień doktora nauk chemicznych. Tematem jejrozprawy doktorskiej były Poli(estro-eterouretany) zsyntezowane z nienasyconych oligo(alkilenoestro-etero)dioli i 4,4'-diizocyjanianu difenylometanu sieciowane styrenem, akrylanem butylu lub 2,4,6-triallyloksy-1,3,5-triazyną. W 2018 roku, na podstawie rozprawy Synteza, charakterystyka i modyfikacja alifatycznych poliuretanów przeznaczonych do wytwarzania rusztowań tkankowych, uzyskała stopień doktora habilitowanego.